# Xianzong
Xianzong (kinesiska: 仙踪) är en köping i östra Kina. Den ligger i Hanshan härad i staden Ma'anshan i provinsen Anhui, omkring 69 kilometer öster om provinshuvudstaden Hefei. Antalet invånare är 55 568. Befolkningen består av 25 784 kvinnor och 29 784 män. Barn under 15 år utgör 15,0 %, vuxna 15-64 år 72 %, och äldre över 65 år 11,0 %.